# Geniere (destroyer, 1938)
Pour les articles homonymes, voir Geniere (destroyer).
Le Geniere (fanion « GE ») était un destroyer italien de la classe Soldati lancé en 1938 pour la Marine royale italienne (en italien : Regia Marina). 

## Conception et description
Les destroyers de la classe Soldati étaient des versions légèrement améliorées de la classe précédente Oriani. Ils avaient une longueur entre perpendiculaires de 101,6 mètres et une longueur hors tout de 106,7 mètres. Les navires avaient une largeur de 10,15 mètres  et un tirant d'eau moyen de 3,15 mètres et de 4,3 mètres à pleine charge. Les Soldatis déplaçaient 1 830-1 850 tonnes métriques à charge normale, et 2 450-2 550 tonnes métriques à pleine charge. Leur effectif en temps de guerre était de 206 officiers et hommes de troupe.
Le Geniere était propulsé par deux turbines à vapeur à engrenages Belluzzo/Parsons, chacune entraînant un arbre d'hélice à l'aide de la vapeur fournie par trois chaudières Yarrow. Conçus pour une puissance maximale de 48 000 chevaux-vapeur (36 000 kW) et une vitesse de 34-35 nœuds (63-65 km/h) en service, les navires de la classe Soldati ont atteint des vitesses de 39-40 nœuds (72-74 km/h) pendant leurs essais en mer alors qu'ils étaient légèrement chargés. Ils transportaient suffisamment de fuel pour avoir une autonomie de 2 340 milles nautiques (4 330 km) à une vitesse de 14 nœuds (26 km/h) et de 682 milles nautiques (1 263 km) à une vitesse de 34 nœuds (63 km/h).
La batterie principale du Geniere était composée de quatre canons de 120 millimètres de calibre 50 dans deux tourelles jumelées, une à l'avant et une à l'arrière de la superstructure. Sur une plate-forme au milieu du navire se trouvait un canon à obus en étoile de 120 millimètres de 15 calibres. La défense antiaérienne des Soldatis était assurée par huit canons Breda modèle 1935 de 20 millimètres. Les navires étaient équipés de six tubes lance-torpilles de 533 millimètres dans deux supports triples au milieu du navire. Bien qu'ils ne soient pas dotés d'un système de sonar pour la lutte anti-sous-marine, ils sont équipés d'une paire de lanceurs de grenades sous-marines. Les navires pouvaient transporter 48 mines.

## Construction et mise en service
Le Geniere est construit par le chantier naval Odero-Terni-Orlando (OTO) de Livourne en Italie, et mis sur cale le 26 août 1937. Il est lancé le 27 février 1938 et est achevé et mis en service le 15 décembre 1938. Il est commissionné le même jour dans la Regia Marina.

## Histoire du service
Au début de la Seconde Guerre mondiale, il fait partie de la XIe escadrille de destroyers, qui a été formée avec ses navires-jumeaux (sister ships) Aviere, Artigliere et Camicia Nera.
Le 11 juin 1940, il est envoyé en patrouille dans le canal de Sicile avec le reste de la XIe escadrille, la XIIe escadrille de destroyers (Ascari, Lanciere, Carabiniere, Corazziere), la IIIe Division (croiseurs lourds Trento, Pola, Bolzano) et la VIIe Division (croiseurs légers Attendolo et Duca d’Aosta). Le lendemain, il recherche sans succès, avec la IIIe Division et d'autres destroyers, les croiseurs anglais aperçus par les éclaireurs.
Le 19 juin, il appareille d'Augusta avec les trois autres navires du XIe Escadron pour transporter des fournitures à Benghazi, où il arrive le lendemain.
Le 7 juillet, à 15h45, il quitte Messine avec les unités de section et la IIIe division (Trente et Bolzano), rejoignant ensuite le reste de la IIe escadre navale (le croiseur lourd Pola, les croiseurs des Ire, IIe et VIIe division  pour un total de 9 unités et les IXe, Xe, XIIe et XIIIe escadrons de destroyers) qui, après avoir agi comme force de soutien à une opération de convoi vers la Libye, rejoint la Ire escadre et participe à la bataille de Punta Stilo le 9 juillet . Pendant la retraite de la flotte italienne lors de cette bataille, le XIe Escadron repère et attaque les navires britanniques à 16h15; en particulier, le Geniere, à 16h20, sortant de l'écran de fumée tendu par le leader de la classe Artigliere, s'approche à 10 800 mètres des unités ennemies et lance sans succès des torpilles avec les trois autres unités (qui lancent un total de 10 torpilles, 7 contre un cuirassé et 3 contre un croiseur),.
Dans la matinée du 6 octobre, il quitte Messine avec ses navires-jumeaux ainsi que la IIIe division (Trento, Trieste, Bolzano) pour soutenir, avec d'autres unités, l'opération " CV " qui vit 2 navires marchands et 4 destroyers en route vers la Libye. Tous les navires sont cependant rentrés au port après avoir aperçu des cuirassés britanniques.
Dans la nuit du 11 au 12 octobre 1940, il est envoyé pour patrouiller - sous le commandement du capitaine de frégate (capitano di fregata) Giovanni Bonetti -, avec les trois unités du XIe Escadron et les torpilleurs du Ier Escadron (Alcione, Airone, Ariel) la zone à l'est de Malte, à la recherche de navires britanniques qui auraient dû se trouver dans cette zone,. Aux premières heures de la nuit du 12 octobre, les trois torpilleurs du Ier Escadron attaquent le croiseur léger britanniques HMS Ajax (22), qui fait partie d'un plus grand déploiement naval britannique qui retourne à Alexandrie après avoir escorté un convoi vers Malte. Un combat violent et confus s'ensuit, à l'issue duquel le Airone et le Ariel sont coulés, tandis que le HMS Ajax n'est pas sérieusement endommagé,. Avant d'attaquer, à 1h37, les torpilleurs avaient lancé un signal de découverte, qui a été reçu à différents moments par les destroyers de la XIe Escadre: le Aviere, le Artigliere et Camicia Nera ont attaqué le HMS Ajax et le résultat a été l'endommagement sévère du Artigliere (plus tard abandonné et coulé par le HMS York (90)) et du Aviere, tandis que le Geniere n'a pas réussi à voir le navire adverse et, peu après l'aube, a rencontré le Aviere endommagé qu'il a escorté jusqu'à Augusta,,. 
A 19h00 le 23 février 1941, il appareille de Naples et escorte vers Tripoli, avec le Aviere, le destroyer da Noli et le torpilleur Castore, ainsi que les navires marchands Ankara, Marburg, Reichenfels et Kybfels,.
Du 12 au 13 mars, il escorte de Naples à Tripoli, avec les destroyers Folgore (qui, cependant, venant de Palerme, ne fut ajouté que plus tard) et Camicia Nera, un convoi composé des transports de troupes Conte Rosso, Marco Polo et Victoria.
Le 14 avril, il quitte Naples pour escorter vers Tripoli, en compagnie des destroyers Grecale, Aviere e Camicia Nera et du torpilleur Pleiadi et les vapeurs Alicante, Santa Fe, Maritza et Procida. Après une escale à Palerme du 17 au 18 avril pour éviter l'attaque des navires anglais, le convoi se dirige vers le port libyen où il arrive le 20,.
Le 11 mai, il escorte un convoi composé des navires marchands Preussen, Wachtfels, Ernesto, Tembien, Giulia et Col di Lana ainsi que des destroyers Dardo, Aviere, Grecale,  Scirocco et Camicia Nera. Partis de Naples, les navires arrivent à Tripoli le 14.
Le 3 juin, il fait partie de l'escorte du convoi "Aquitania", formé des navires marchands Aquitania, Caffaro, Nirvo, Montello, Beatrice Costa et du pétrolier Pozarica, en route de Naples-Tripoli avec l'escorte, outre le Geniere, des destroyers Dardo, Aviere et Camicia Nera et du torpilleur Missori.Le 4 juin, alors que les navires se trouvent à une vingtaine de milles nautiques (37 km) des îles Kerkennah, ils sont attaqués par des avions qui touchent le Montello, qui explose sans laisser de survivants, et le Beatrice Costa qui, irrémédiablement endommagé, doit être abandonné et coulé par le Camicia Nera,.
Le 25 juin, il quitte Naples en escortant (avec les destroyers Gioberti, Aviere et Da Noli) les transports de troupes Esperia, Marco Polo, Neptunia et Oceania (l'escorte indirecte est assurée par les croiseurs Trieste et Gorizia et les destroyers Ascari, Corazziere et Carabiniere). Après une escale à Tarente le 27, les navires atteignent Tripoli le 29 malgré quelques attaques aériennes (qui causent de légers dommages au Esperia).
Du 16 au 18 juillet, il escorte (avec les destroyers Gioberti, Lanciere, Oriani et le torpilleur Centauro) un convoi de transports de troupes Marco Polo, Neptunia et Oceania sur la route Tarente-Tripoli (il y avait également une escorte indirecte fournie par les croiseurs Trieste et Bolzano et les destroyers Carabiniere, Ascari et Corazziere). Tous les navires arrivent à destination sains et saufs, évitant également une attaque du sous-marin HMS Unbeaten (N93) dirigée contre le Oceania.
Le 4 août, il appareille de Naples, escortant un convoi composé des vapeurs Nita, Aquitania, Ernesto, Nirvo et Castelverde (le reste de l'escorte est constitué des destroyers Gioberti, Aviere, Oriani et Camicia Nera et du torpilleur Calliope), auquel s'ajoute ensuite le pétrolier Pozarica. Le 6 août, le Nita, touché par des avions du 830th Squadron britannique, coule à la position géographique de 35° 15′ N, 12° 17′ E, malgré les tentatives du Camicia Nera et du Calliope pour le sauver, tandis que les autres navires du convoi atteignent leur destination le lendemain. 
Au cours de l'année, il subit des travaux de modification qui voit le canon éclairant remplacé par une cinquième pièce de 120 mm.
À 8h10 le 21 novembre 1941, il quitte Naples avec les Camicia Nera, Aviere, Corazziere et Carabiniere et les croiseurs Garibaldi et Duca degli Abruzzi pour servir d'escorte indirecte à deux convois pour la Libye L'opération échoue en raison d'attaques aériennes et sous-marines (qui endommagent gravement le Duca degli Abruzzi et le croiseur lourd Trieste). Le Geniere escorte les navires à moteur Napoli et Vettor Pisani dans leur voyage de retour vers Tarente.
Le 13 décembre, il quitte Tarente avec les destroyers Carabiniere et Corazziere pour rejoindre la force de couverture de l'opération "M 41" (trois convois vers la Libye composés de 6 navires marchands, 5 destroyers et un torpilleur), qui, cependant, est ravagée par des attaques de sous-marins, qui coulent deux transports (le Fabio Filzi et le Carlo del Greco) et endommagent sérieusement le cuirassé Vittorio Veneto. Le Geniere est détaché pour escorter le Vittorio Veneto jusqu'à Tarente, avec les destroyers Vivaldi, Da Noli, Aviere, Carabiniere et Camicia Nera et les torpilleurs Lince et Aretusa.
A 18h50, le 3 janvier 1942, il appareille de Tarente avec les destroyers Carabiniere, Alpino, Ascari, Pigafetta, Aviere, Da Noli et Camicia Nera, avec les croiseurs lourds Trento et Gorizia et avec les cuirassés Littorio, Cesare et Doria pour escorter indirectement l'opération "M 43" (trois convois vers la Libye avec en mer 6 marchands, 6 destroyers et 5 torpilleurs) . Tous les navires marchands atteignent leur destination le 5 janvier et à 17 heures de ce jour, le groupe "Littorio", le Geniere inclus, retourne à Tarente.
Le 22 janvier, il fait partie - avec les destroyers Vivaldi, Malocello, Da Noli, Aviere et Camicia Nera et les torpilleurs Orsa et Castore - de l'escorte directe de l'opération "T. 18" (un convoi formé par le transport de troupes Victoria - parti de Tarente - et par les cargos Ravello, Monviso, Monginevro et Vettor Pisani - partis de Messine -, avec à bord un total de 15 000 tonnes de matériel, 97 chars, 271 véhicules et 1 467 hommes). Le 23, pendant la navigation, le Victoria est d'abord immobilisé puis coulé par deux bombardiers-torpilleurs (1 064 des 1 455 hommes à bord sont sauvés), tandis que les autres navires atteignent leur destination,.
Le 21 février à 16h00, le Geniere quitte Tarente avec les destroyers Ascari, Aviere et Camicia Nera et le cuirassé Duilio et fournit une escorte indirecte à l'opération "K 7" (deux convois avec 5 cargos, un pétrolier, 10 destroyers et 2 torpilleurs tous dirigés vers Tripoli).
Du 7 au 10 mars, il participe à l'opération de trafic "V 5" (consistant à envoyer 4 vedettes rapides en Libye) avec les croiseurs Garibaldi et Eugenio di Savoia,.
Le 22 mars, à 3 heures du matin, il appareille de Tarente avec le destroyer Scirocco pour rejoindre les forces navales italiennes engagées dans la deuxième bataille de Syrte (le reste de la flotte était parti trois heures plus tôt, mais le Geniere et le Scirocco ont dû rester au port en raison de pannes), mais il n'arrive pas à temps pour participer à l'action,,. À 18h41 du 22, il commence la navigation de retour par mauvais temps, mais le Scirocco est saisi par des pannes et commence à succomber à la mer démontée. A 20h45, le moteur bâbord tombe en panne, obligeant le navire à réduire sa vitesse à 14 nœuds (puis de nouveau à 20 nœuds à 23h00). A 00h07 du 23, il doit avancer à seulement 7 nœuds pour d'autres pannes. Le commandant du Geniere, voyant les conditions précaires de l'autre unité, demande à 4h12 de l'accompagner, au lieu de Tarente, à Augusta plus proche, recevant une réponse affirmative,. À 7 heures du matin, le Geniere signale qu'il voit le Scirocco en difficulté et de plus en plus éloigné, mais il s'agit d'une illusion d'optique: l'autre navire, en fait, avait déjà coulé à 5h45 du matin, six minutes seulement après l'arrêt définitif des moteurs (de l'équipage du Scirocco, il n'y avait que deux survivants),. Quand le Scirocco a disparu, à 10h07 le Geniere est envoyé pour sauver le Lanciere, un autre destroyer en train de couler à cause de la violence de la tempête: le Geniere doit cependant renoncer au sauvetage pour ne pas risquer à son tour de couler, et doit revenir avec les autres navires (du Lanciere,  presque tout l'équipage a péri: les survivants ne sont que seulement 15),.
Au cours de l'année 1942, il embarque deux autres mitrailleuses simples de 20 mm.
Dans la nuit du 11 au 12 août 1942, pendant la bataille de la mi-août, il prend la mer avec les croiseurs des IIIe division (Trieste, Gorizia et Bolzano) et VIIe division (Eugenio di Savoia, Attendolo et Montecuccoli) et 9 destroyers. L'objectif est d'attaquer le convoi britannique "Pedestal", déjà décimé par des attaques d'avions, de sous-marins et de torpilleurs, et de l'anéantir; la formation italienne est cependant renvoyée par crainte d'attaques adverses mais juste pendant la navigation de retour, le 13 août, le sous-marin HMS Unbroken torpille et endommage sérieusement le Bolzano et le Attendolo. Le Geniere et le Aviere prennent en remorque le Bolzano, en feu, et l'amenent à s'échouer près de Panarea,.
Le 17 octobre de la même année, l'unité part de Corfou en escortant, avec le Aviere et le Camicia Nera, le navire à moteur Ankara. Le convoi rejoint celui formé par le navire à moteur Monginevro escorté par les torpilleurs Orsa et Aretusa (en provenance de Brindisi), puis est renforcé par le destroyer Alpino, et se sépare à nouveau vers la fin de la navigation. Alors que les autres navires se dirigent vers Tobrouk, les Geniere, Monginevro, Aviere et Camicia Nera' atteignent Benghazi.
En novembre, il escorte le navire à moteur moderne Foscolo à Souda et Benghazi.
Le 1er mars 1943, il est mis en cale sèche à Palerme avec d'autres navires,,. À 13h30, un raid de bombardiers américains de la 12e Air Force commence, visant le port de la ville. Au cours de cette attaque, à 14h30, le Geniere est touché par cinq bombes qui ouvrent plusieurs entailles dans la coque et détruisent la porte du quai, provoquant son inondation,,. Le destroyer commence à glisser hors du quai, prenant de l'eau au passage. En une heure, le Geniere se couche sur son côté droit et est couché sur le fond, ne laissant émerger qu'une partie du côté bâbord de la coque et de la superstructure,,.
Après l'armistice du 8 septembre 1943 (armistice de Cassibile), l'épave du navire est récupérée pour être démolie,,.
En avril 1944, réaménagé pour pouvoir flotter, il est remorqué à Tarente. Au cours de cette navigation, cependant, les fuites se rouvrent, les câbles se rompent et le Geniere coule à nouveau, définitivement, à quelques milles du Cap Spulico (Calabre),.
L'épave du navire repose sur le côté droit à une profondeur de 37 mètres (la partie la moins profonde atteint 29 mètres), avec la proue orientée vers le sud,.

### Commandement
Commandants
- Capitaine de frégate (Capitano di fregata) Temistocle D'Aloja (né à San Martino in Pensilis le 1er mars 1899) (15 décembre 1938 - 1940)
- Capitaine de frégate (Capitano di fregata) Giovanni Bonetti (né à Pietrasanta le 6 juillet 1899) (10 juin 1940 - 31 mai 1941)
- Capitaine de frégate (Capitano di fregata) Francesco Baslini (né à Milan le 26 octobre 1901) (1er juin 1941 - juin 1942)
- Capitaine de frégate (Capitano di fregata) Ferdinando Carafa D'Andria (né à Naples le 2 août 1898) (juin 1942)
- Capitaine de frégate (Capitano di fregata) Marco Notarbartolo di Sciara (né à Venise le 11 janvier 1902) (6 juin 1942 - 1er mars 1943)